# Esfuerzo Campesino Magisterial
Esfuerzo Campesino Magisterial är en ort i Mexiko.   Den ligger i kommunen Villaflores och delstaten Chiapas, i den sydöstra delen av landet, 700 km sydost om huvudstaden Mexico City. Esfuerzo Campesino Magisterial ligger 563 meter över havet och antalet invånare är 254.
Terrängen runt Esfuerzo Campesino Magisterial är huvudsakligen kuperad, men åt sydväst är den platt. Runt Esfuerzo Campesino Magisterial är det ganska glesbefolkat, med 24 invånare per kvadratkilometer. Närmaste större samhälle är Villa Corzo, 17,3 km sydväst om Esfuerzo Campesino Magisterial. Omgivningarna runt Esfuerzo Campesino Magisterial är en mosaik av jordbruksmark och naturlig växtlighet.